# المعاهدة الأولى بين روما وقرطاج
المعاهدة الأولى بين روما و قرطاج هي معاهدة صداقة و مساعدة بين قوّتين ناشئتين من المتوسّط. من غير الممكن معرفة تاريخ إمضاء المعاهدة بدقة و لكن من خلال بعض النّصوص يمكن حصر التّاريخ بين سنتي 507 و 508 قبل الميلاد. كل ما يمكننا معرفته حول هذه المعاهدة أساسه كتب المؤرّخ بوليبيوس.
و قد نصّت المعاهدة على:
- لا يحق لالرومانيون الإبحار بين ساحل شمال تونس و الوطن القبلي (في مكان ما شمال قرطاج يرجّح أن يكون رأس هارينا) و في حال وجود ظروف قاهرة كالعواصف، يمكن الإرساء و لكن يجب الذّهاب سريعا.
- التجار الرومانيون لا يمكنهم عقد اتفاقيات تجارية في حضور موظفي الدولة القرطاجية و في مجالات النفوذ القرطاجي و سردينيا.
- في صقلية القرطاجية (أي غرب الجزيرة)، يعامل التجار الرومانيون نفس معاملة القرطاجيون.
- ليس هناك على القرطاجيين قيود في التحرك في منطقة النفوذ الروماني، لكن الهجمات القرطاجيّة في المدن الرّومانية لاتسيو ممنوعة. تقدم القرطاجيون في مدن لاتسيو المستقلة ممنوع أيضا. إذا، لأيّ سبب، تغزو قرطاج مدينة مستقلة من هذه المنطقة التّابعة لإيطاليا، يتم تقديمها مباشرة للرومان. هذا الشرط جعل مدن لاتسيو المستقلة تظهر تعاونا مثمرا مع روما. علاوة على ذلك تبادلت المدن دفاعا مشتركا في حالات هجوم إحدى قوى حوض البحر الأبيض المتوسط.